# Бехеровка
Бехеровка је горки биљни ликер. Производи се у Карловим Варима, у Чешкој, у компанији Јан Бехер. Бренд је у власништву компаније Pernod Ricard.
Прави се по тајној рецептури на бази више од двадесет врста биља и зачина.
Бехеровка се често описује да има укус ђумбира или цимета. Садржај алкохола је 38%  и обично се служи охлађена. Често се пије као дигестив. 

## Историја
Проналазач Бехер Битера (Becher Bitter) био је Јозеф Витус Бехер (1769–1840) из града тада познатог као Карлсбад. Поред трговине зачинима и колонијалном робом у својој радњи,  производио је и алкохолна пића. Године 1794. изнајмио је дестилерију и почео да експериментише са жестоким пићима.
Године 1805. принц Максимилијан Фридрих фон Плетенберг стигао је у Карлсбад на лечење, у пратњи свог личног лекара, др Кристијана Фробрига из Енглеске. Фробриг је са Јосефом Бехером разговарао о снази биља и рецепту за нови ликер. Бехер је две године тестирао ову рецептуру, након чега је почео да продаје овај нови ликер Енглиски Битер, који је био намењен за лечење болести стомака.
Јосеф се женио два пута (прва жена му је умрла од упале плућа) и имао је укупно 16 деце, иако су га надживело само пет ћерки и два сина. Јозефов син Јохан (Јан) Непомук Бехер преузео је кућу 1838. године. Саградио је нову фабрику и сматра се оснивачем компаније. Његов производ се продавао под именом Бехер Карлсбад Битер Ликер од 1830. па надаље.
Током Првог светског рата, његов Карлсбадер Бехербитер продаван је у Чешкој, Аустрији, Немачкој, Пољској, Шпанији, Италији, Турској и Египту. Након престанка прохибиције у Сједињеним Америчким Државама, Бехербитер је кренуо у продају и у тој земљи, а четири године касније и у Енглеској. После Другог светског рата, Карлсбадер Бехербитер је постао познат као Бехеровка након што је Чешка држава развластила и насилно протерала немачко становништво из Карлових Вари. Бехеровка је постала један од најпопуларнијих извозних артикала Чехословачке.
Од 1998. до 2003. године продавана је и словачка верзија. Производио је Зденек Хофман у Домажлицама и продао се у словачким продавницама. Хофман је тврдио да је Алфред Бехер дао рецепт његовом деди 1939. године са правом да производи производ, јер је био забринут да тајна његовог рецепта можда неће преживети рат. Међутим, Хофман то није успео да докаже на суду, па га је 2008. године окружни суд осудио на годину и по дана затвора.
Чешки произвођач каже да само двоје људи знају тајну целог процеса производње и да им је дозвољено да уђу у просторију Дрогикамр, где једном недељно мешају биље и зачине које се користе у напитку. Део биља се увози из иностранства, а део расте око Карлових Вари. 

## Врсте
Бехеровка лимун (Becherovka Lemond) је комерцијални назив ликера који Бехеровка производи од 2008. године. Заснован је на традиционалној Бехеровки, али има мањи садржај алкохола (20%). Ликер се обично конзумира директно и добио је име по цитрусном укусу пића. Рецепт се такође чува у тајности, баш као и рецепт традиционалне Бехеровке.
Неки служе бехеровку са тоником, правећи пиће које се зове бетон (бе—херовка и тон—ик). Овај коктел је првобитно креиран за Експо '67 у Монтреалу као освежење које ће се служити у Чешком павиљону.